# 第9通信大隊
第9通信大隊（だいきゅうつうしんだいたい、JGSDF 9th Signal Battalion）は、青森県青森市の青森駐屯地に駐屯する、第9師団隷下のシステム通信科部隊である。

## 概要
第9師団唯一の通信科部隊として通信組織の構成・維持・運営と、映像・写真撮影業務を行う。大隊長は2等陸佐で、第9師団司令部の通信課長を兼任する。
災害派遣等では、師団各部隊から派遣された災害派遣部隊間の通信の確保を行い、その他、生活支援等の任務にあたる。

## 沿革
第9通信中隊
- 1957年（昭和32年）2月21日：第9混成団編成に伴い、第9通信中隊が新編。

第9通信大隊
- 1962年（昭和37年）8月15日：第9混成団の第9師団への改編に伴い、第9通信大隊に改編。
- 2005年（平成17年）3月28日：師団通信システム（DICS）が導入される。
- 2010年（平成22年）3月26日：後方支援体制変換に伴い、整備部門を第9後方支援連隊第1整備大隊通信電子整備隊へ移管。

## 部隊編成
- 第9通信大隊本部
- 本部管理中隊「9通-本」
- 第1通信中隊「9通-1」
- 第2通信中隊「9通-2」

## 整備支援部隊
- 第9後方支援連隊第1整備大隊通信電子整備隊「9後支-1整-通」（青森駐屯地）：2010年（平成22年）3月26日から

## 主要装備
- 師団通信システム
- 衛星単一通信可搬局装置 JMRC-C4
- 衛星単一通信携帯局装置 JPRC-C1
- 1/2tトラック / 73式小型トラック
- 1 1/2tトラック / 73式中型トラック
- 3 1/2tトラック / 73式大型トラック
- 89式5.56mm小銃